# Wehranlagen
Die Wehranlagen in Schweinfurt bestehen aus einem Stadtpark im westlichen und einem Waldpark im östlichen Bereich und liegen am Main. Sie ziehen sich an dem der Altstadt gegenüberliegenden, südlichen Mainufer über 2 Kilometer hin. Der westliche Teil der Wehranlagen zählt zu den älteren botanischen Gärten Deutschlands und wurde im 19. Jahrhundert angelegt. In ihm befand sich von 1879 bis 1949 ein Zoologischer Garten.
Heute dienen die Wehranlagen weiterhin als städtischer Erholungsraum, mit Gastronomie, Biergärten und am Mainufer mit Sportclubs, Bootshäfen und Bademöglichkeit.
Auf dem Main, entlang der Wehranlagen, werden in den ungeraden Jahren die Bayerischen Meisterschaften im Rudern ausgetragen.

## Etymologie
Der Name Wehranlagen stammt nach allgemein heute verbreiteter Deutung von einem Wehr ab, das den heutigen Hauptarm des Mains vom Saumain trennt, dem aufgrund seiner Form sogenannten Elefantenbuckel. Das Gebiet des heutigen Parks wurde jedoch bereits vor seiner Entstehung auf der Bayerischen Uraufnahme (1808–1864) mit Woehr bezeichnet, was eine andere Bezeichnung für Werder ist, ein Name für Flussinseln. Das Areal der heutigen Wehranlagen lag auf einer Flussinsel, als der Alte Main, als südlicher Nebenarm des Mains, noch durchströmt wurde (siehe: Sennfelder Seenkranz, Einstige Insel).
Die Uraufnahme enthält die Bezeichnung Woehr insgesamt dreimal: Im ersten Woehr, Im zweiten Woehr und Drittes Wöhrwäldchen, bzw. alternativ dazu: Drittes Wöhrthwäldchen. Das erste und zweite Woehr waren damals noch baumlose Fluren. Diese drei Orte ziehen sich rund 2,5 Kilometer entlang der einstigen, langen und schmalen Flussinsel hin. Das Dritte Wöhrwäldchen liegt bereits rund 2 Kilometer vom Wehr des Elefantenbuckels entfernt.

## Lage

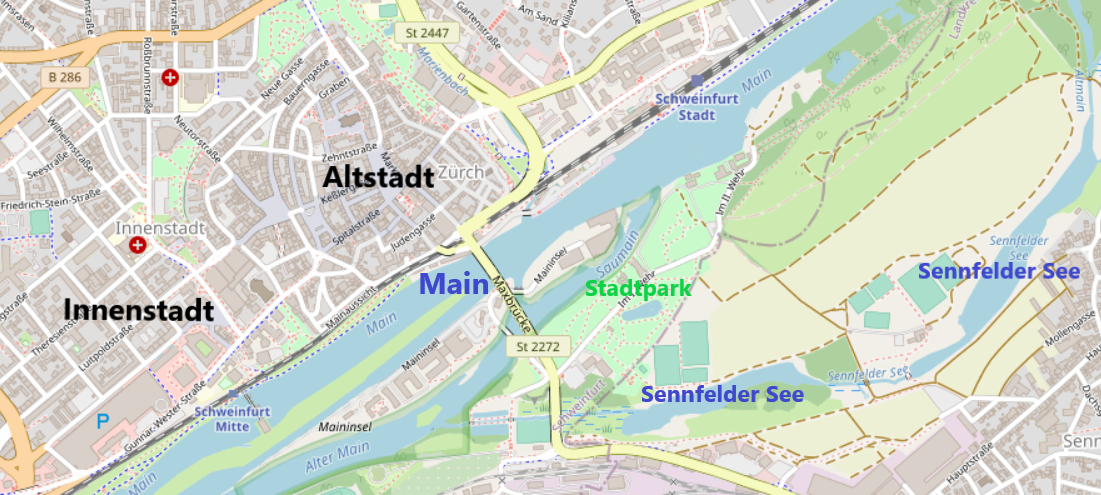
Lage der Wehranlagen (Stadtpark)

Die Wehranlagen liegen unweit der rechtsmainischen Altstadt, auf linksmainischer Seite, unmittelbar südlich vom Main und seinem Nebenarm Saumain. Der Stadtpark und anschließende Waldpark zieht sich an beiden Gewässern hin und ist insgesamt über 2 Kilometer lang. Am Ende des Waldparks führt, in Verlängerung des Hauptwegs durch die Wehranlagen, ein kleiner Weg entlang des Mainufers weiter, vorbei am rechtsmainischen Schloss Mainberg, bis zur Schonunger Bucht.  Der kleinere Bereich der Wehranlagen Am Muckenbaum gehört zur Gemeinde Sennfeld im Landkreis Schweinfurt.
Mit dem ÖPNV erreicht man die Wehranlagen über die Stadtbuslinien 61, 62, 81 und 82, Haltestelle  Wehranlagen.

## Größe

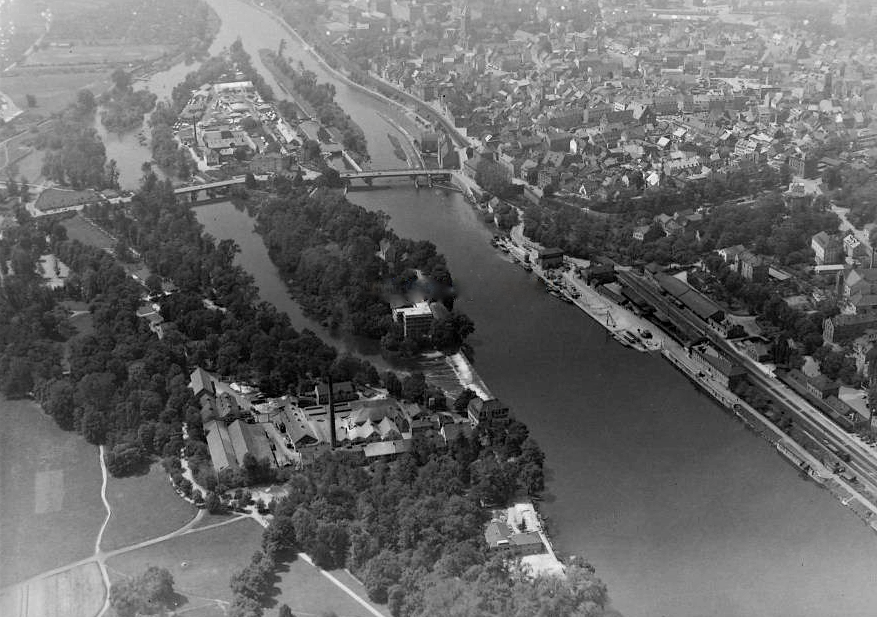
Maininseln (Mitte) und Wehranlagen (links) mit der Farbenfabrik Gademann, vermutlich in den 1930er Jahren

Die Wehranlagen haben, einschließlich des Waldparks und der Sennfelder Gebiete, eine Fläche von etwa 40 Hektar. Sie gehören damit zu den mittelgroßen Stadtparks; zum Vergleich: der Volkspark Friedrichshain in Berlin hat 49 Hektar.

## Geschichte

### Ursprüngliche Nutzung des Areals
Ursprünglich war das Areal der Wehranlagen vor dem Mainausbau, bis in die Mitte des 19. Jahrhunderts, Überschwemmungsgebiet und Auwald. Kurz danach wurde das Gebiet Flaniermeile und Exerzierplatz des reichsstädtischen Militärs. Das Stadtgartenamt hatte hier seine Anfänge (heute am Hauptfriedhof an der Gartenstadt).

### Botanischer Garten

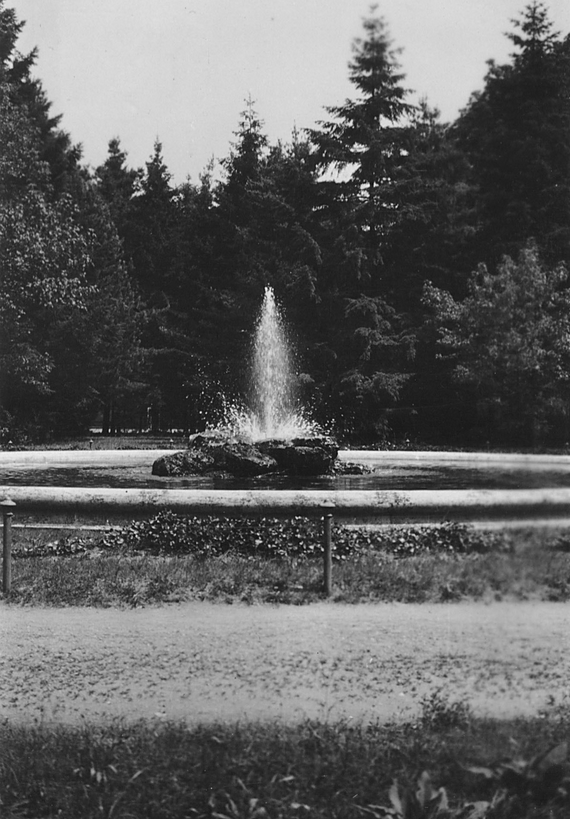
Wehranlagen im Jahre 1930

Nur drei Jahrzehnte nach Gründung des ersten botanischen Gartens Deutschlands bei Hockenheim besorgte Carl Sattler Pflanzen aus Nordamerika, wo ein mit Unterfranken vergleichbares Klima herrscht. Unterstützt wurde Magistratsrat Sattler von Bürgermeister Carl von Schultes. Von 1869 bis 1890 wurde der Park auf dem Gademann’schen Hügel (alte Bezeichnung: Auf dem Börklein) angelegt, vorwiegend mit Pflanzen aus China, Japan und Korea. Geweihbäume, Zerreiche, Roteiche, Hickorynuss und Ungarische Eiche stammen aus den Anfangsjahren.

### Pfinz

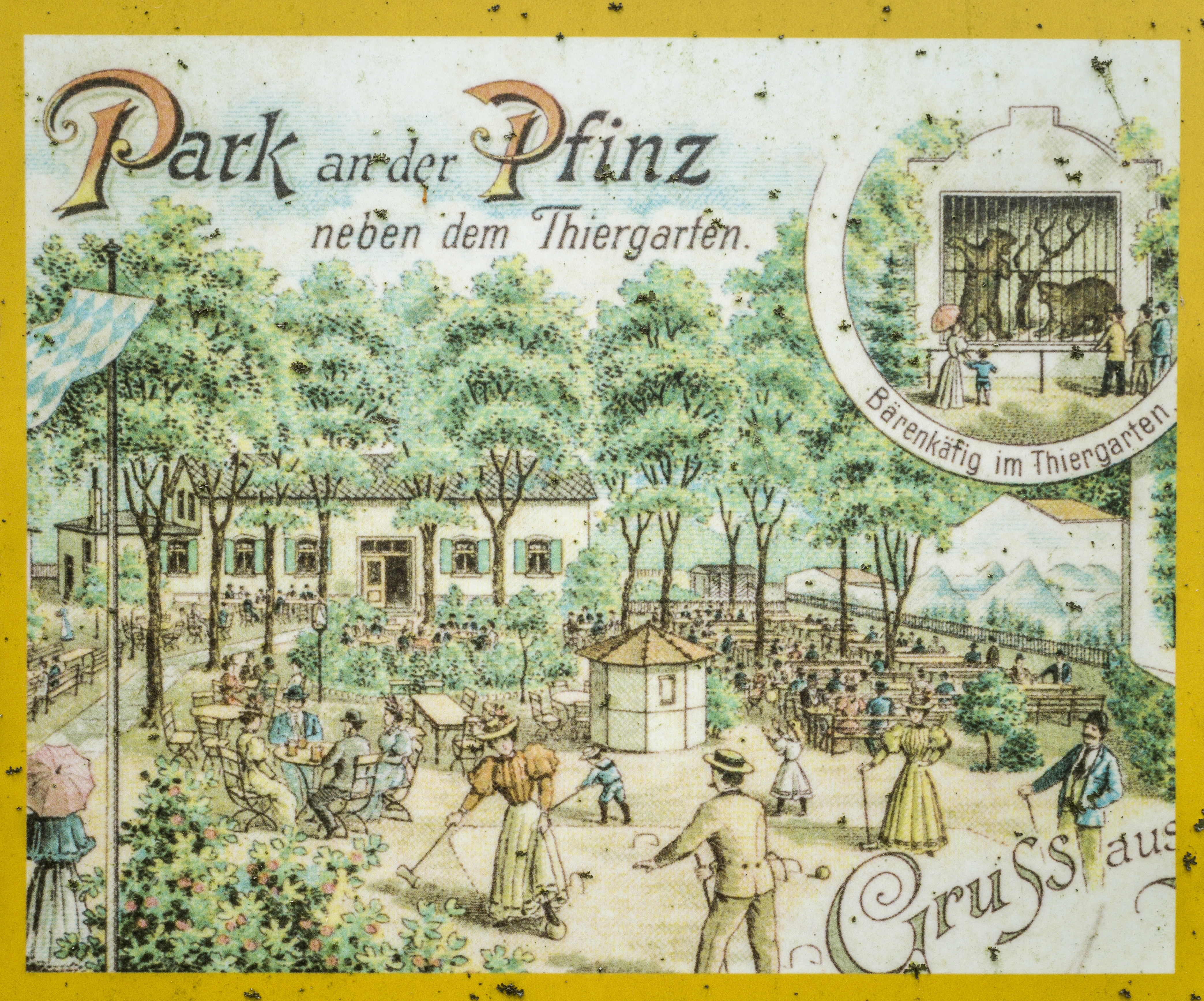
Park an der Pfinz mit Biergarten

Pfinz (auch: Pfintz) ist die historische Flurbezeichnung für das Gebiet zwischen Saumain und Sennfelder See. Die Pfinz ist der südöstliche Teil des historischen Bereichs der Wehranlagen. In den 1950er Jahren wurde hier ein Teich angelegt.

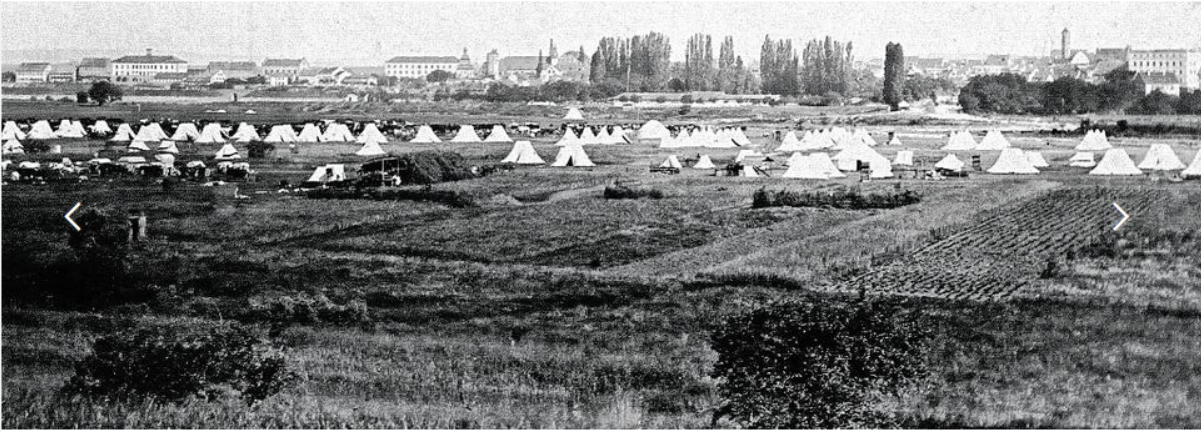
Militärlager im Deutschen Krieg 1866 an der Pfinz mit noch baumlosem Areal der späteren Wehranlagen (Mittelgrund rechts)

### Tiergarten an der Pfinz

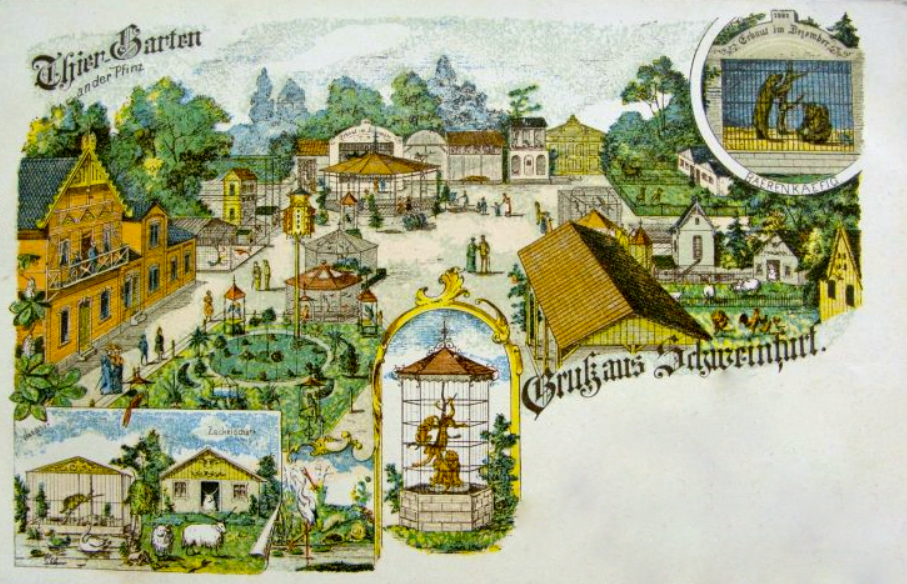
Tiergarten mit Raubtierhaus (rechts) 1898

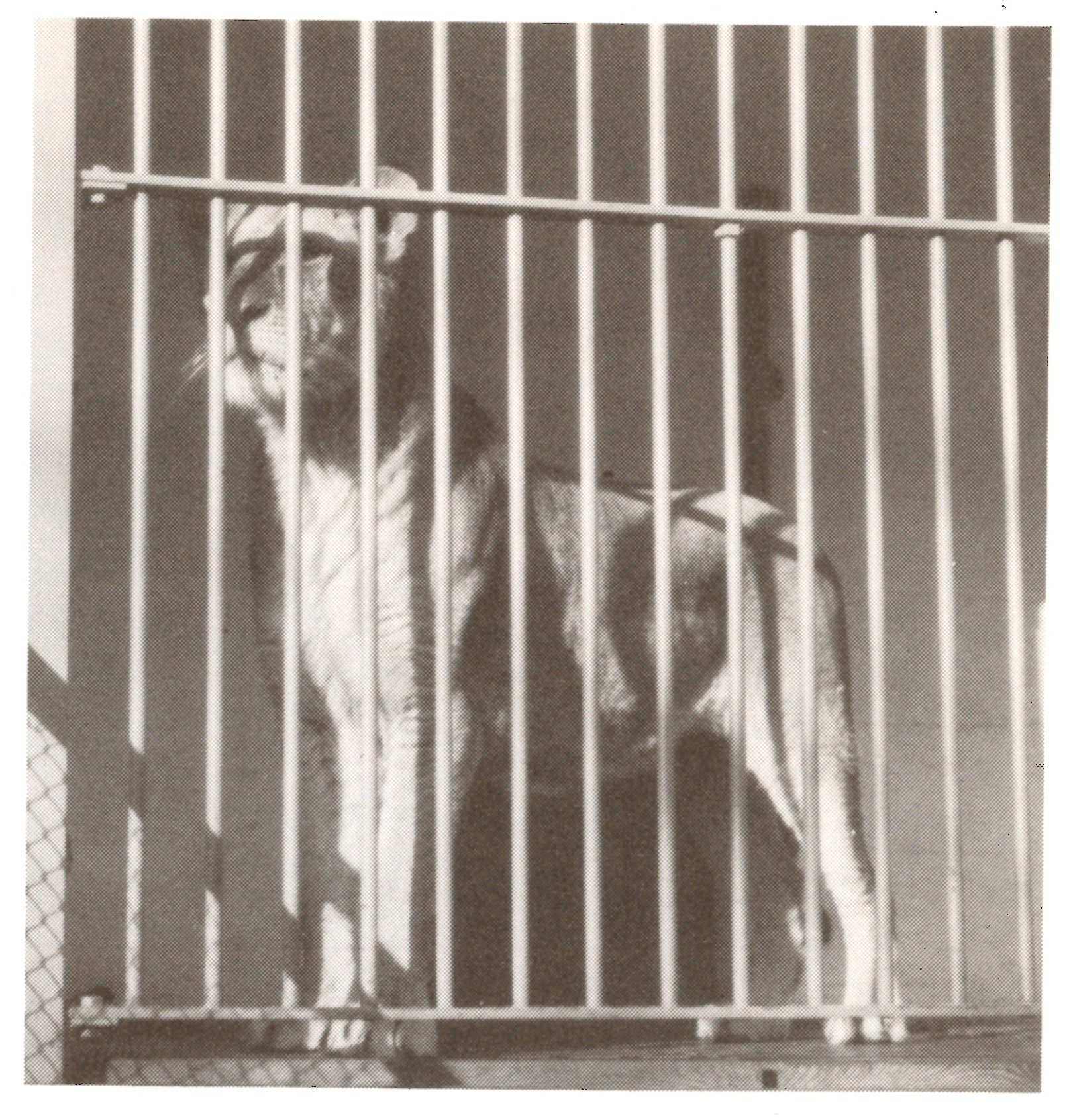
Löwe im Tiergarten um 1900

An der Pfinz wurde von 1879 bis 1944 ein Privatzoo betrieben, u. a. mit einem Raubtierhaus. Der Zoo wurde 1879 umgesiedelt; er lag zuvor am Teilberg, im heutigen Nordöstlichen Stadtteil (Hofrat-Graetz-Straße). Neben einheimischen Tieren waren an der Pfinz mit Raubtierhaus auch exotische Arten vertreten (Löwen, Bären, Affen, Zebras). Der Tiergarten wurde 1944 von Fliegerbomben teilzerstört. Bernhard Grzimek entwarf einen nicht realisierten Ausbauplan des Zoos, der ab 1949 verfiel.
Siehe auch: Wildpark an den Eichen

### Radrennbahn
1891, im Zeitalter der Hochräder, entstand an den Wehranlagen, zum Teil auf Sennfelder Gemarkung, eine 333 Meter lange Radrennbahn.

### Farbenfabrik Gademann
Am Main lag die Bleiweißmühle mit der Farbenfabrik Gademann. Die Bleiweißmühle wurden 1780 gegründet. In der Fabrik wurden Farben hergestellt, insbesondere das giftige Schweinfurter Grün (das später als Pflanzenschutzmittel eingesetzt wurde) und in die ganze Welt verschickt. 1967 kaufte die Stadt Schweinfurt das Fabrikgelände und wandelte es in eine Grünanlage um, in Verlängerung der Wehranlagen. Die Nachfolgefirma wechselte in das neue Industriegebiet südlich des Mains.

## Heutige Wehranlagen

### Überblick

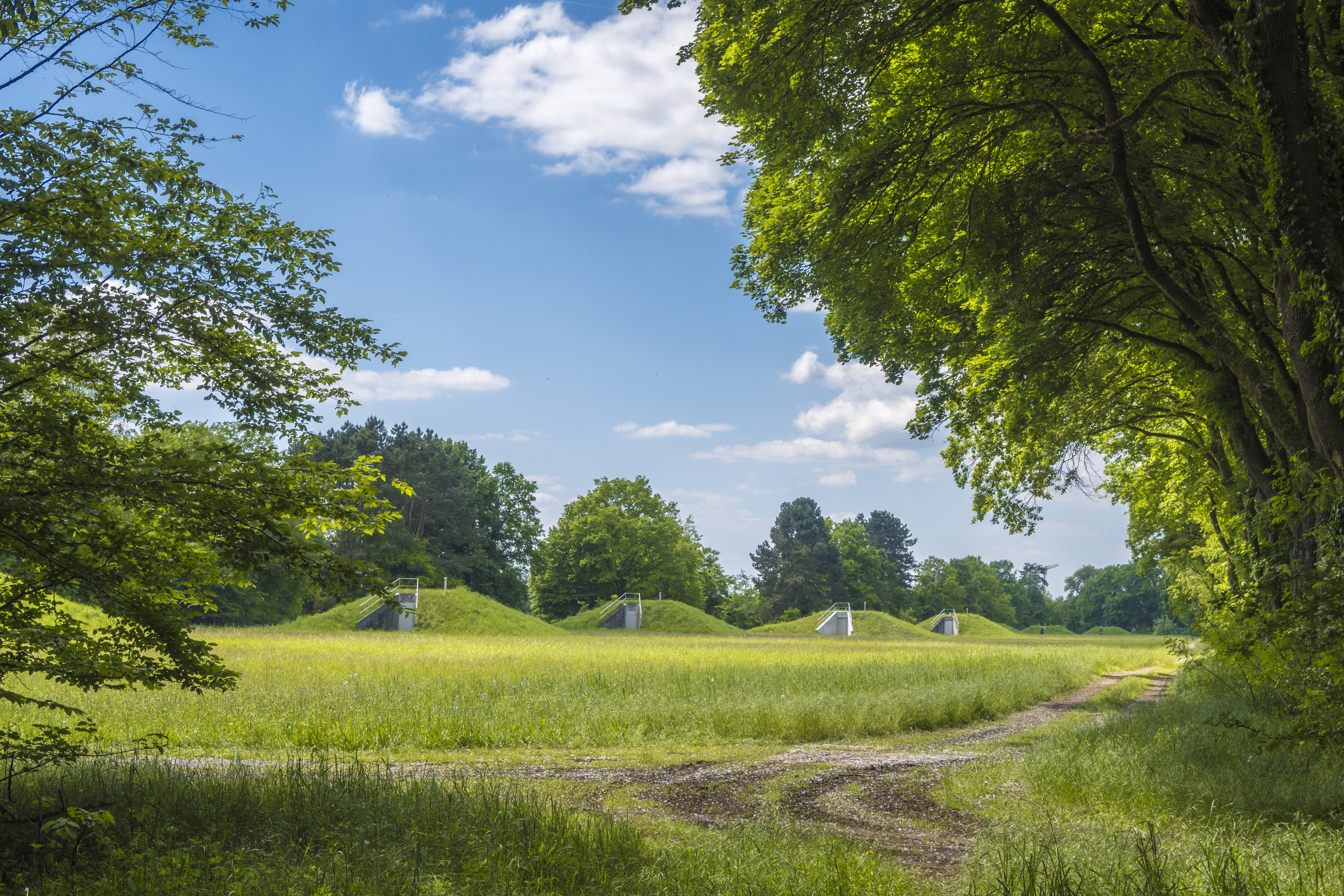
Trinkwasserbrunnen im Wasserschutzgebiet am II. Wehr

Die Wehranlagen sind im innenstadtnahen Bereich ein Stadtpark, der nach außen in einen Waldpark und Auwald überläuft, mit urwaldähnlichen Bereichen am Mainufer. Durch den innenstadtnahen Bereich führt eine öffentliche Straße mit Parkmöglichkeiten. Der größere, äußere Bereich ist Landschaftsschutzgebiet. Die Wehranlagen liegen auf einem leicht erhöhtem Gebiet (siehe: Sennfelder Seenkranz, Einstige Insel).
Durch die Anlagen führt eine 2,5 km bzw. alternativ 4 km lange Jogging-Laufstrecke. Am Mainufer an den Wehranlagen befinden sich Bootshäfen, u. a. vom Schweinfurter Ruder-Club Franken von 1882, mit einer Regattastrecke auf dem Main, die entlang der Wehranlagen führt und ein Terrassen-Restaurant. In den Wehranlagen liegt der Stadtparksaal mit Restaurant und Biergarten.
Der Stadtpark liegt innerhalb der langgezogenen Wehranlagen im vorderen, am nächsten zur Innenstadt gelegenem Abschnitt, dem sogenannten I. Wehr. Während sich ab dem II. Wehr ein Waldpark entlang des Mains als schmales, grünes Band 2 Kilometer hinzieht.

### Im I. Wehr
Die historische Flurbezeichnung Im ersten Woehr (siehe: Etymologie) lebt mit der Bezeichnung Im I. Wehr für eine öffentliche Straße, die durch diesen Bereich des Stadtparks führt, fort. Im westlichen Teil des I. Wehrs befindet sich der in historischer Zeit angelegte Park, mit dem Hauptzugang an der Maxbrücke. Der neuere Park liegt im östlichen Teil, auf dem ehemaligen Gademannschen Areal.

Im I. Wehr (Stadtpark)
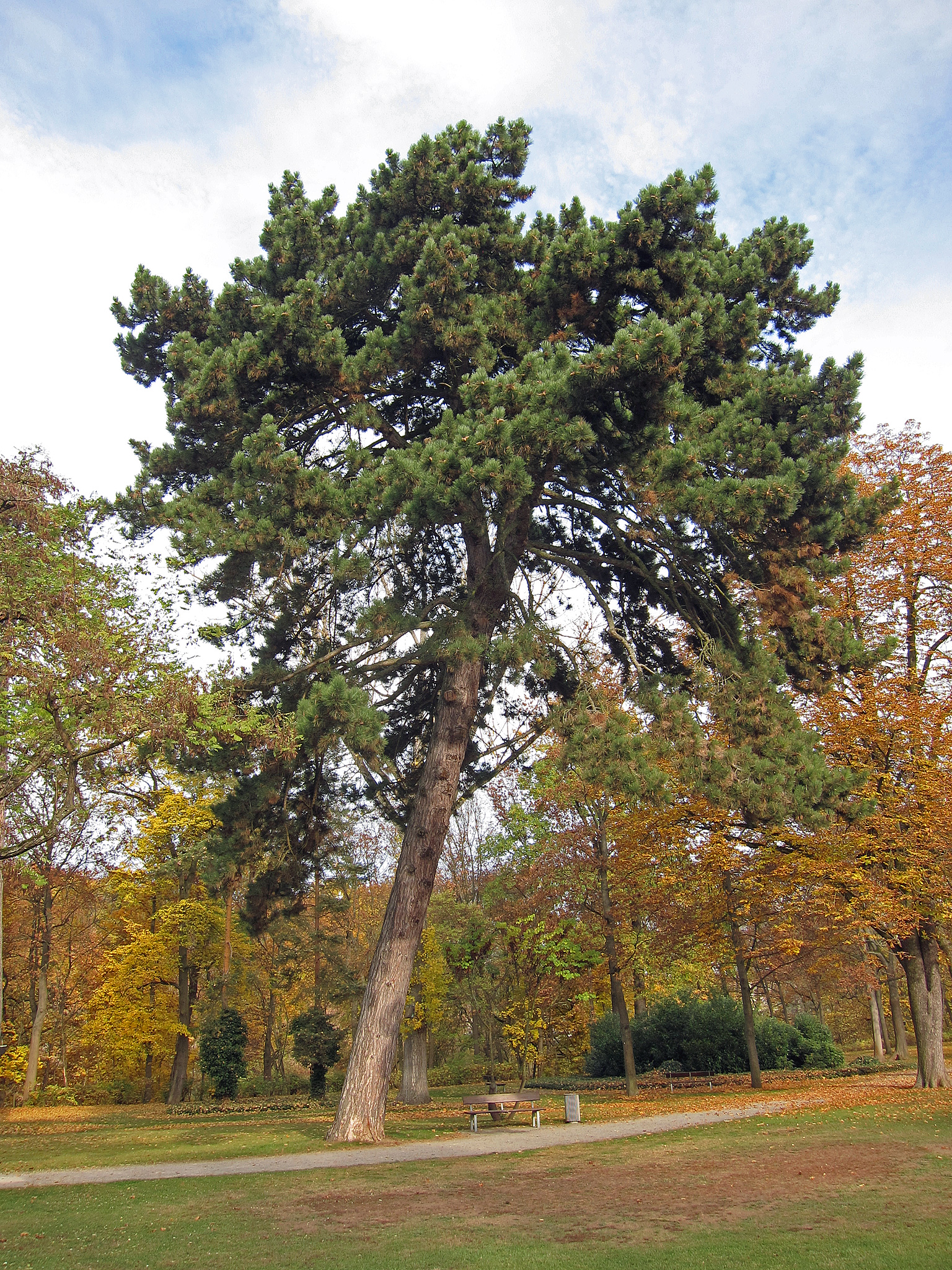
Kiefer im historischen (westlichen) Bereich
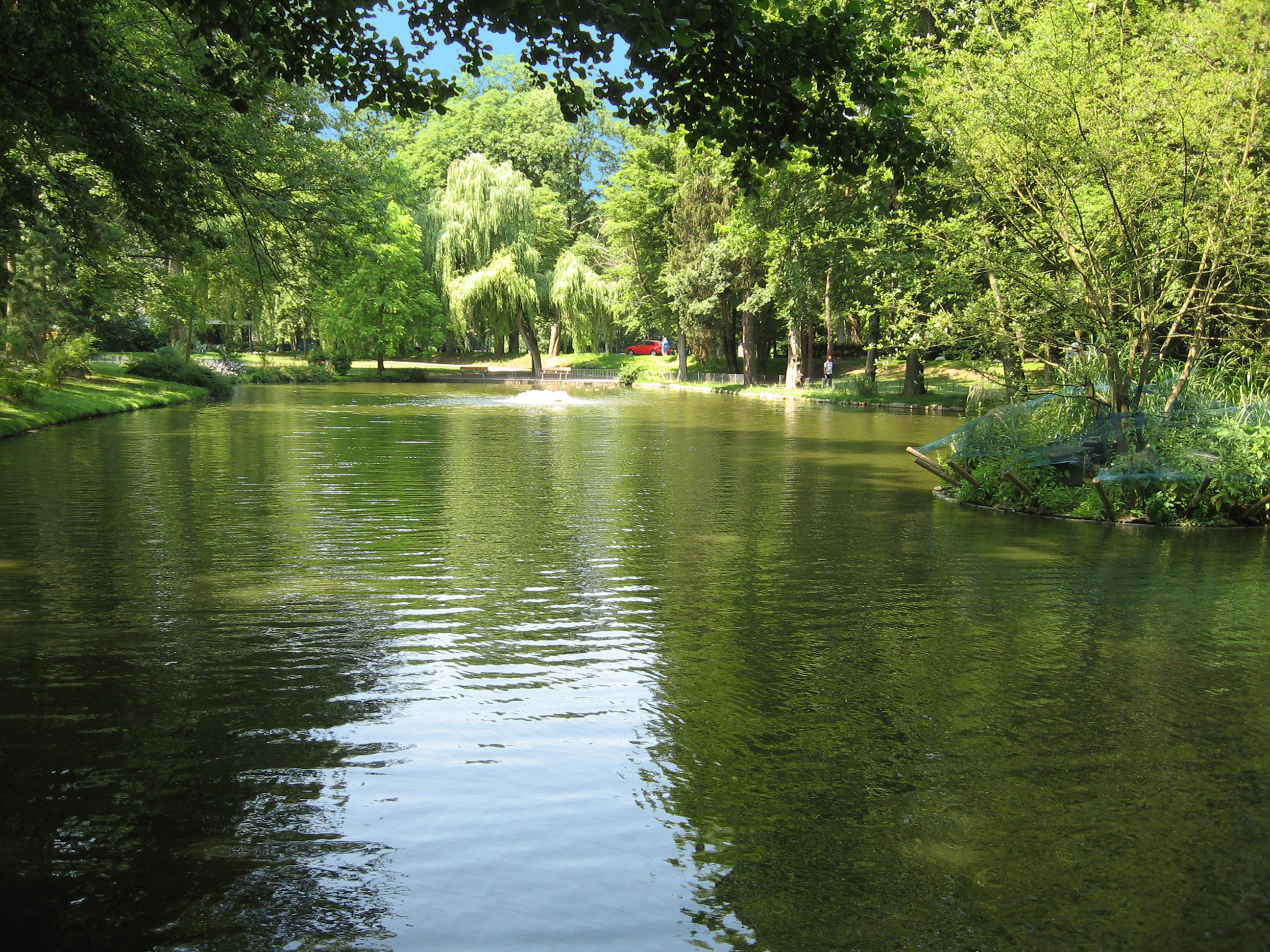
Pfinz, ebd.
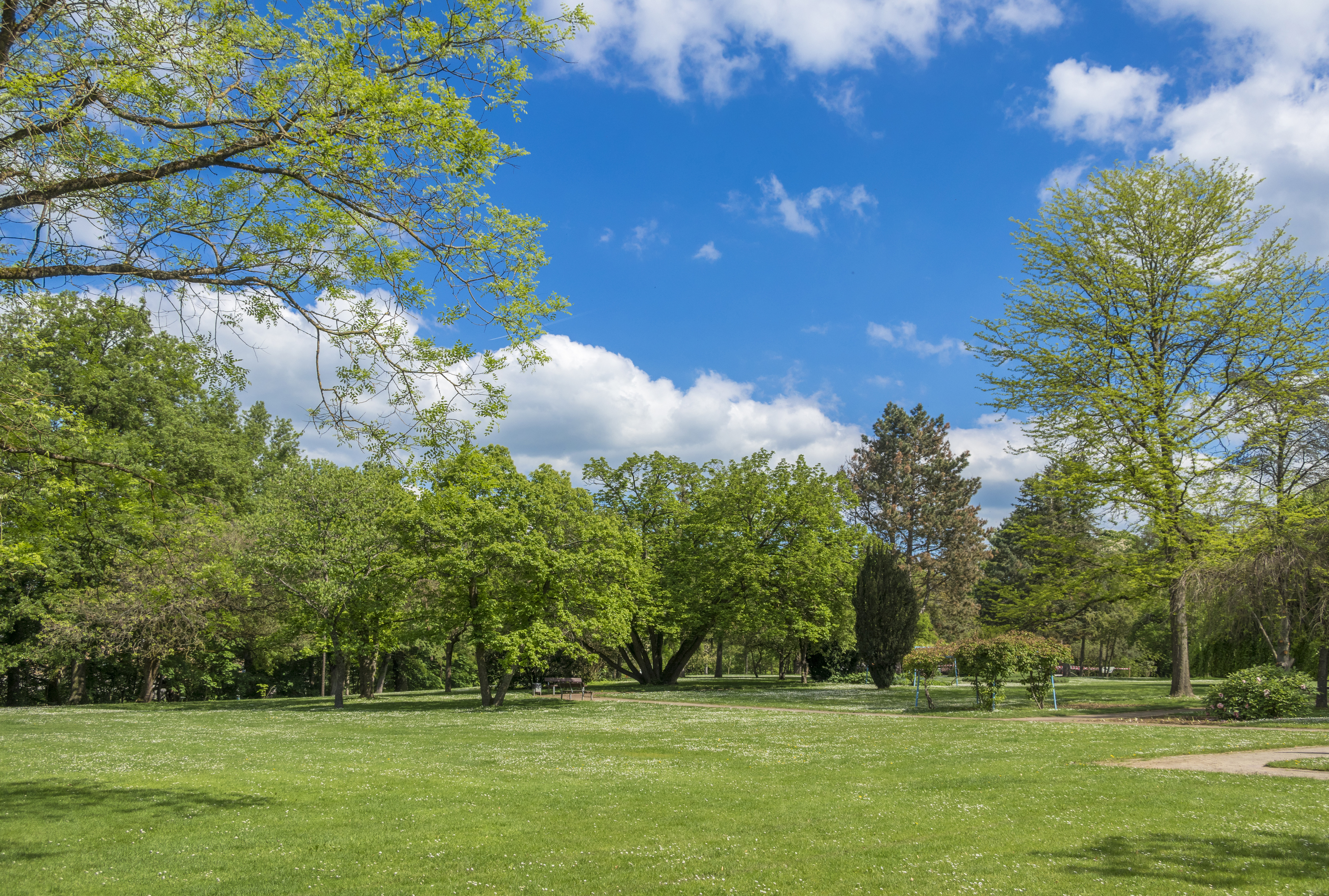
Blick über den neueren (östlichen) Bereich
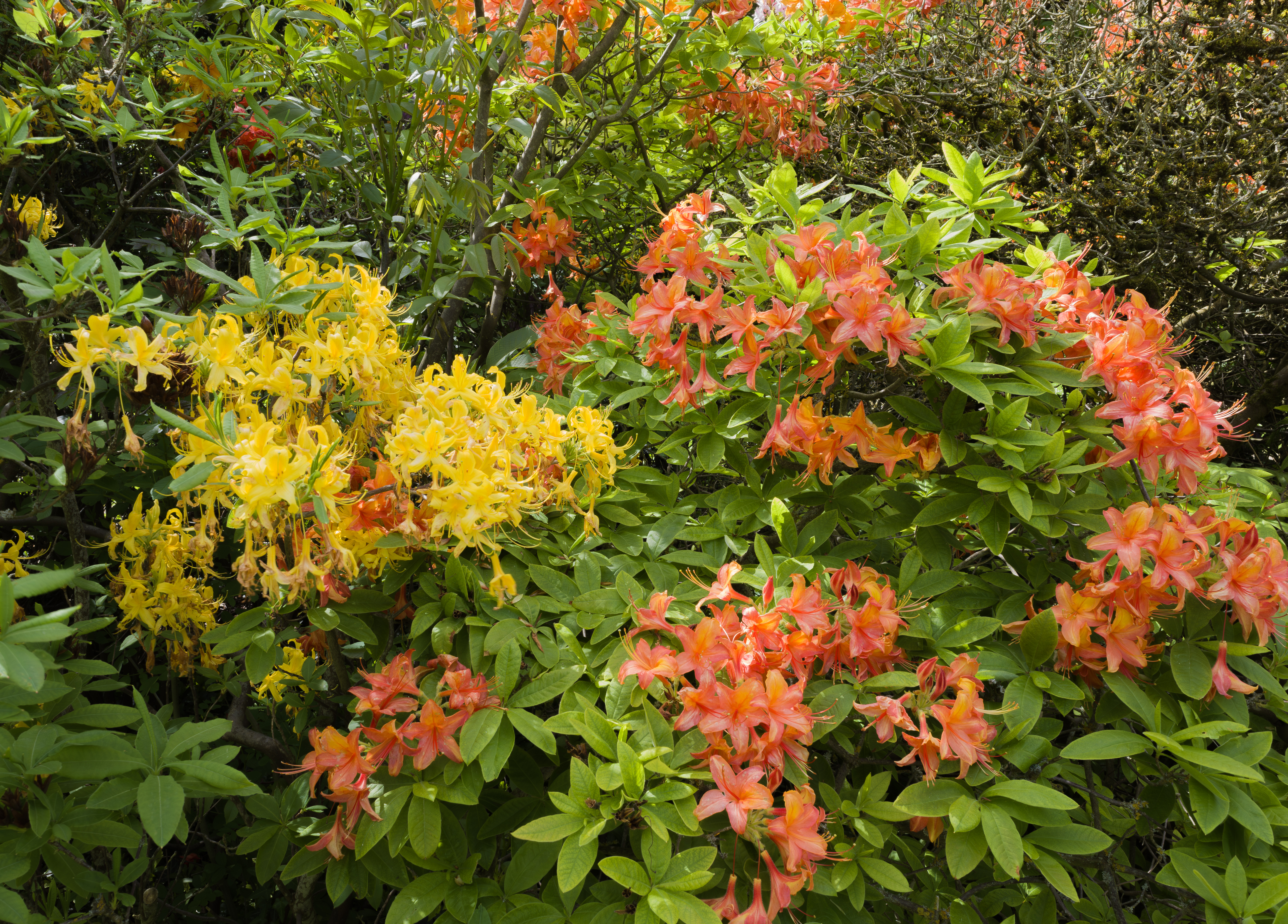
Azalee (Rhododendron)

### Im II. Wehr
Mit II. Wehr wird heute, ebenfalls in Anlehnung an den historischen Flurnamen, der Weg (einschließlich des umgebenden Gebiets) bezeichnet, der an die Fahrstraße des I. Wehrs anschließt. Das II. Wehr beginnt hinter dem Schwimmclub, in dem sich die Pizzeria Sul Meno befindet. Zwischen dem Waldpark im II. Wehr und dem Main zieht sich ein Auwald mit neun Teichen hin, die teilweise eine Verbindung zum Main besitzen.

Im II. Wehr (Waldpark)
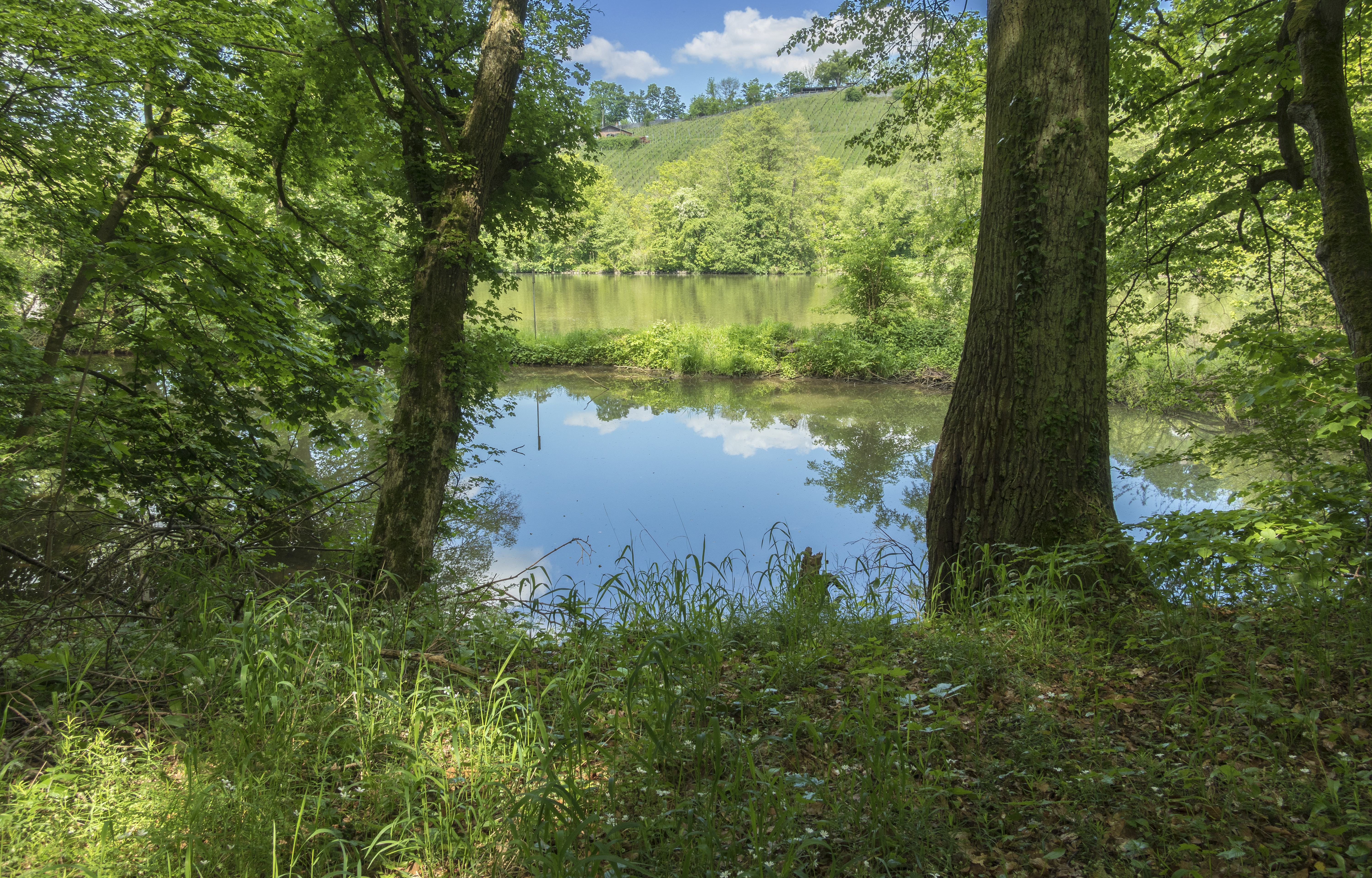
Blick über den Main auf die Weinberge der Peterstirn
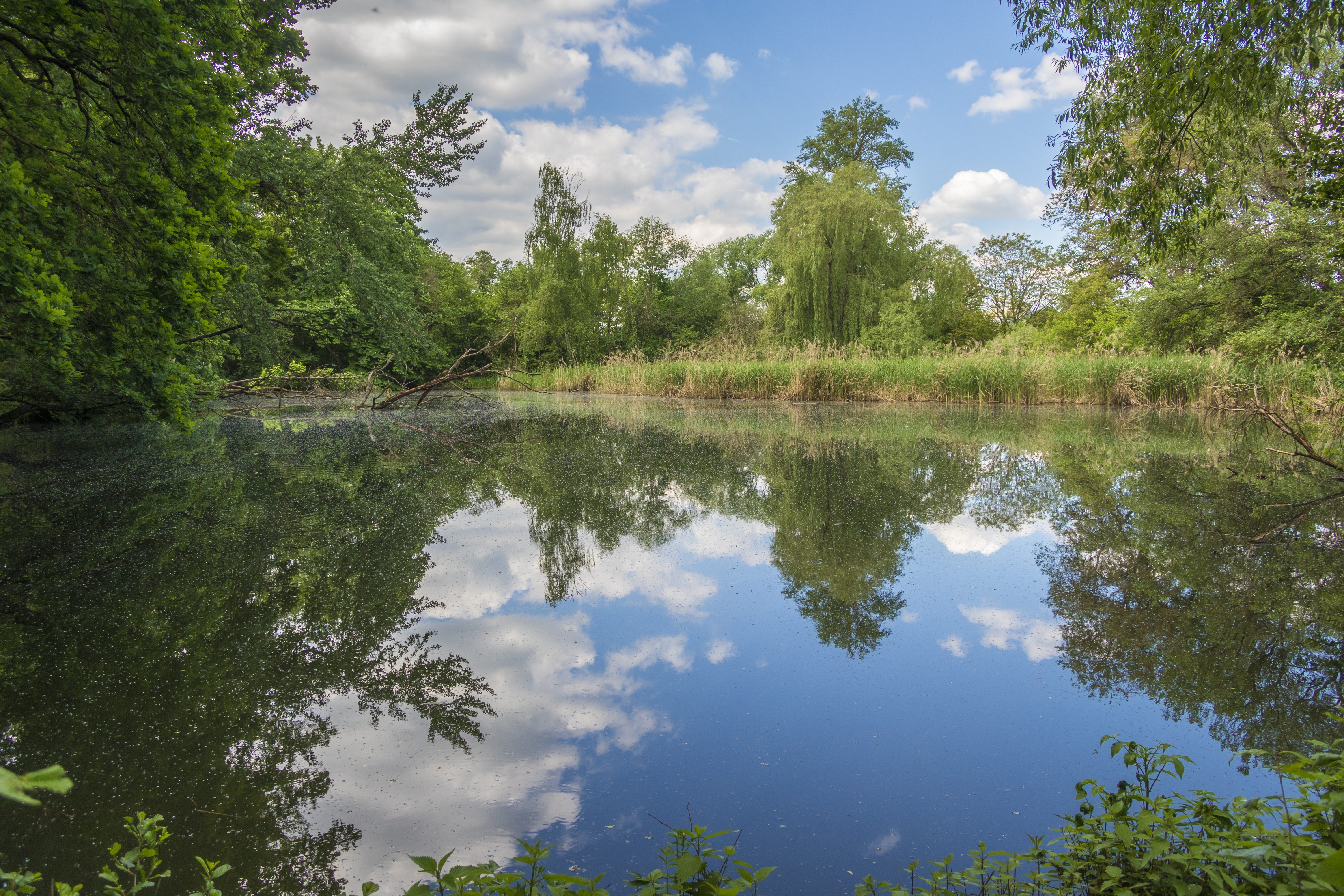
Westlicher Teich im Auwald unweit des Mains
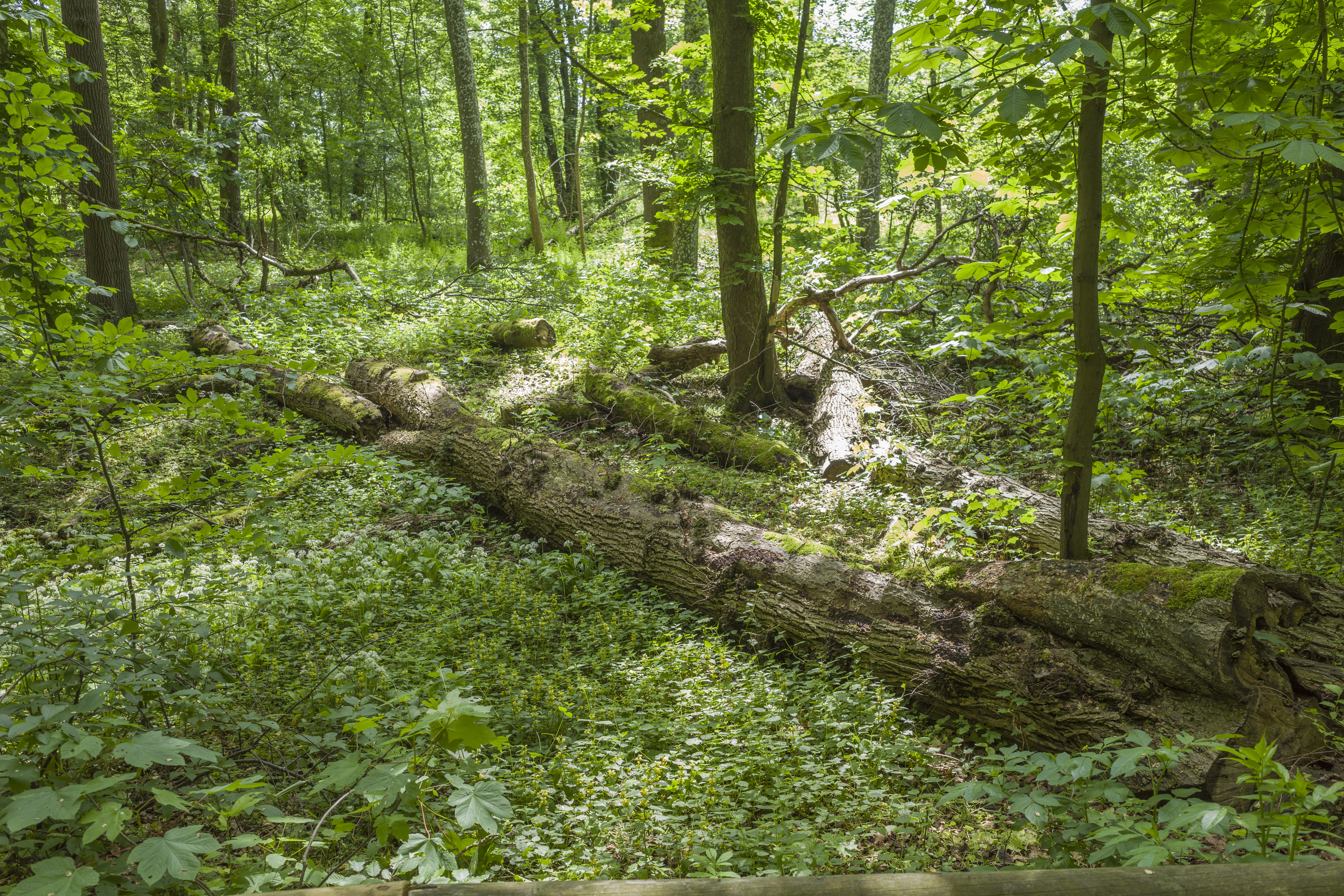
Urwald
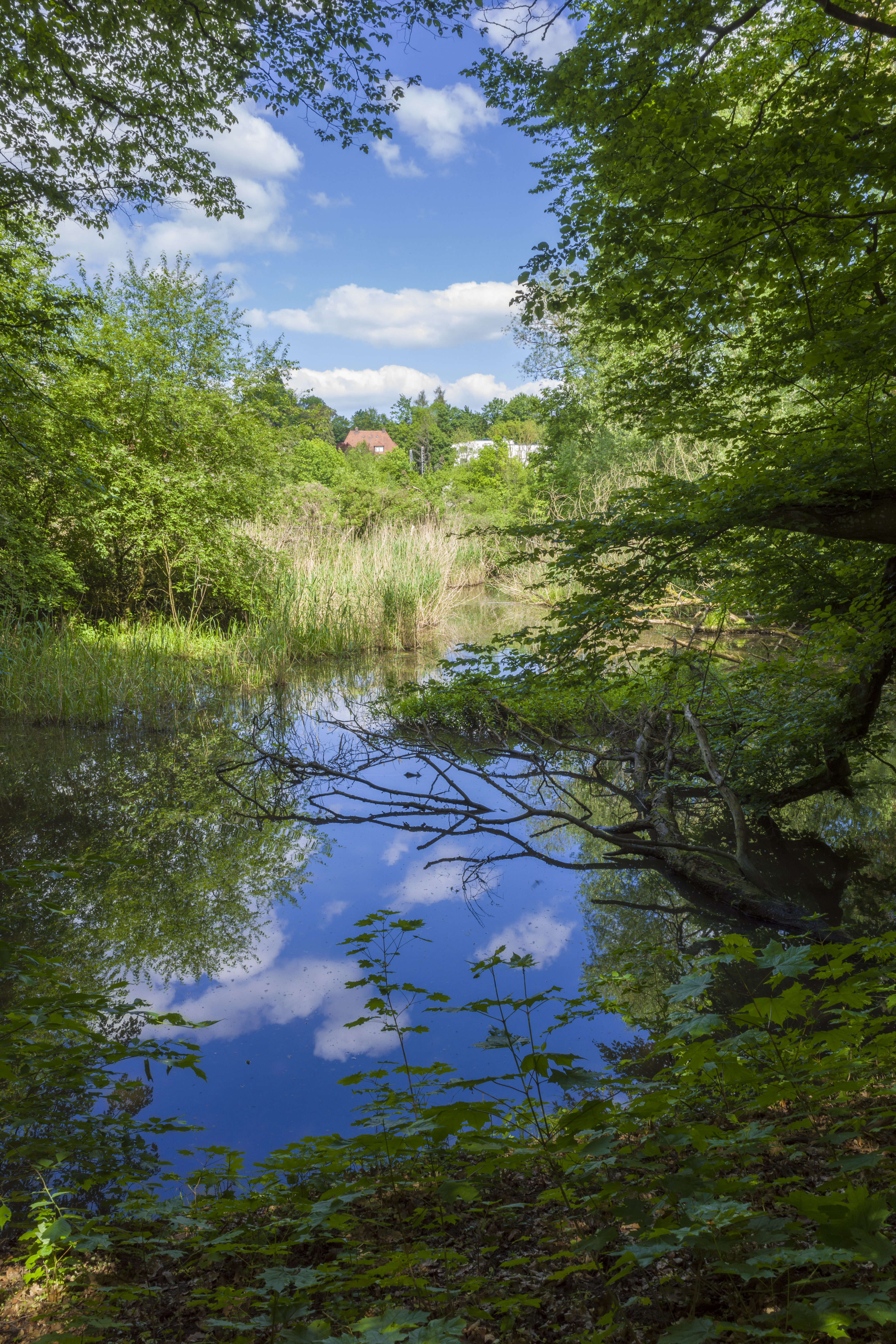
Teich an der ersten Schutzhütte

### Im III. Wehr
Die historische Bezeichnung Drittes Wöhrwäldchen (siehe: Etymologie) lebt in keinem heutigen Namen fort und geriet in Vergessenheit. Das Dritte Wöhrwäldchen, bzw. der entsprechende heutige Abschnitt des Waldparks, beginnt etwa auf Höhe des Stegs zwischen den beiden Teichen Zwinger und Kaltes Wasser (Schwarzes Loch) des Sennfelder Seenkranzes, der ab hier am südöstlichen Rand der Wehranlagen entlang führt.

Im III. Wehr (Waldpark)
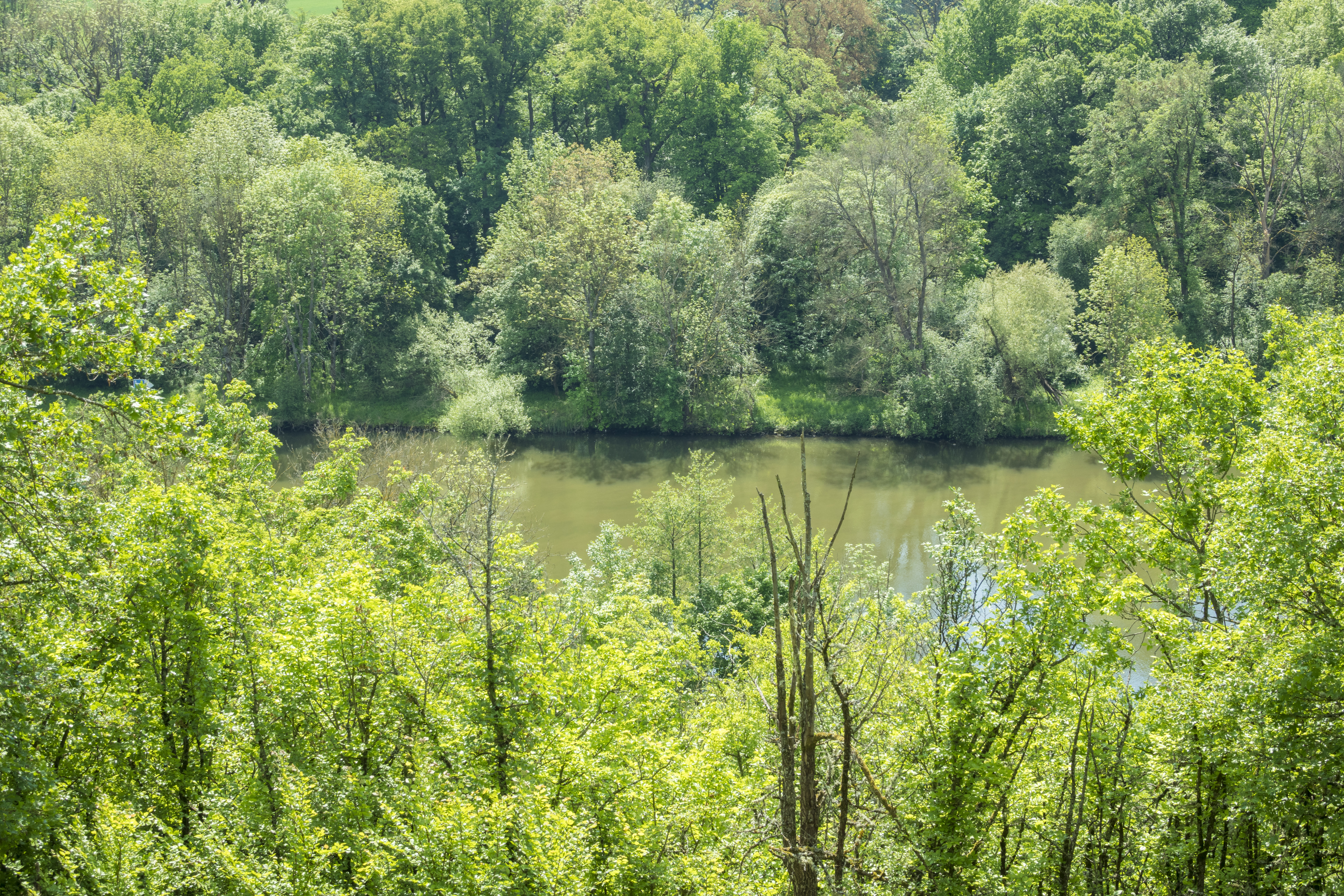
Blick über den Main auf das dritte Wehrwäldchen
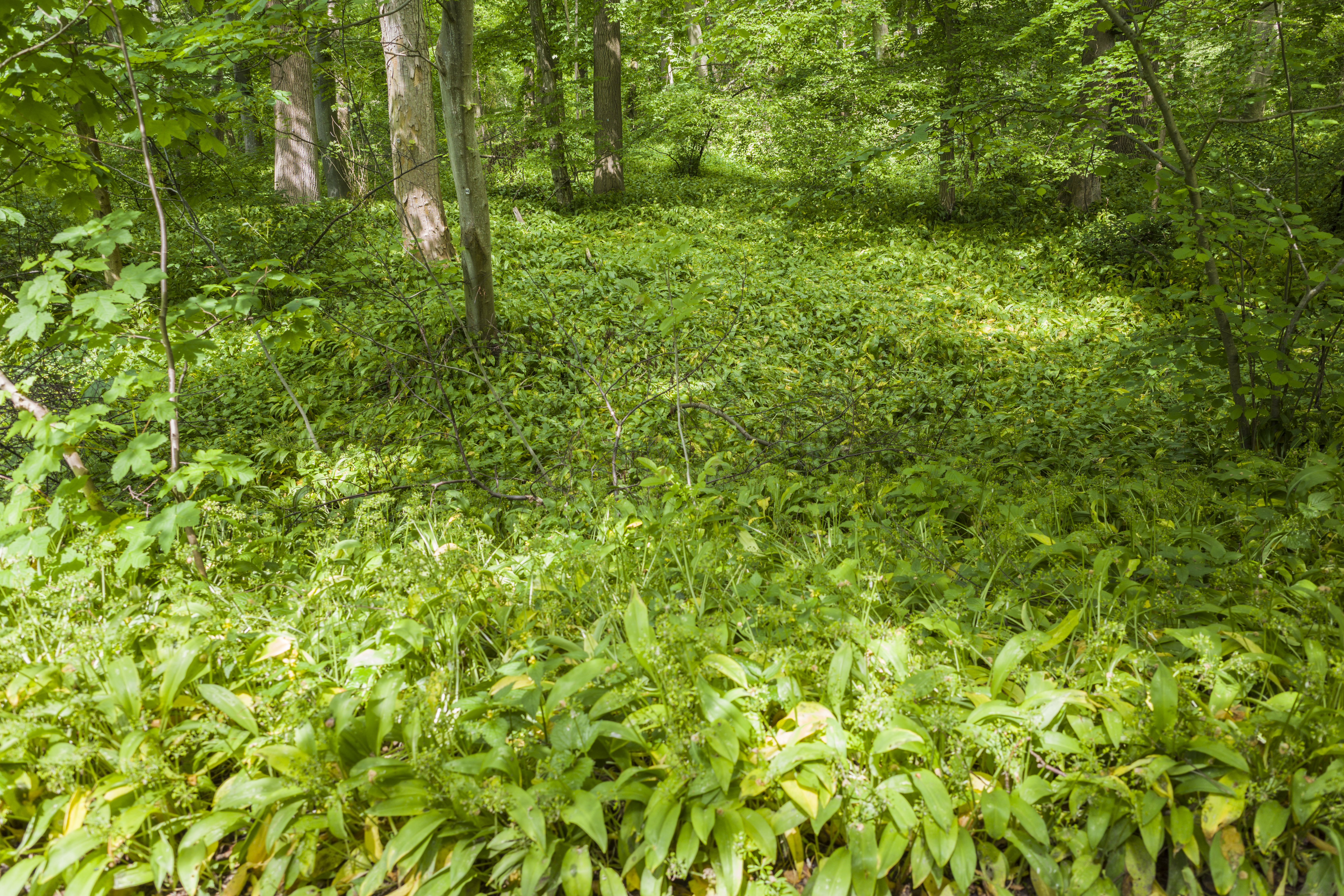
Bärlauch
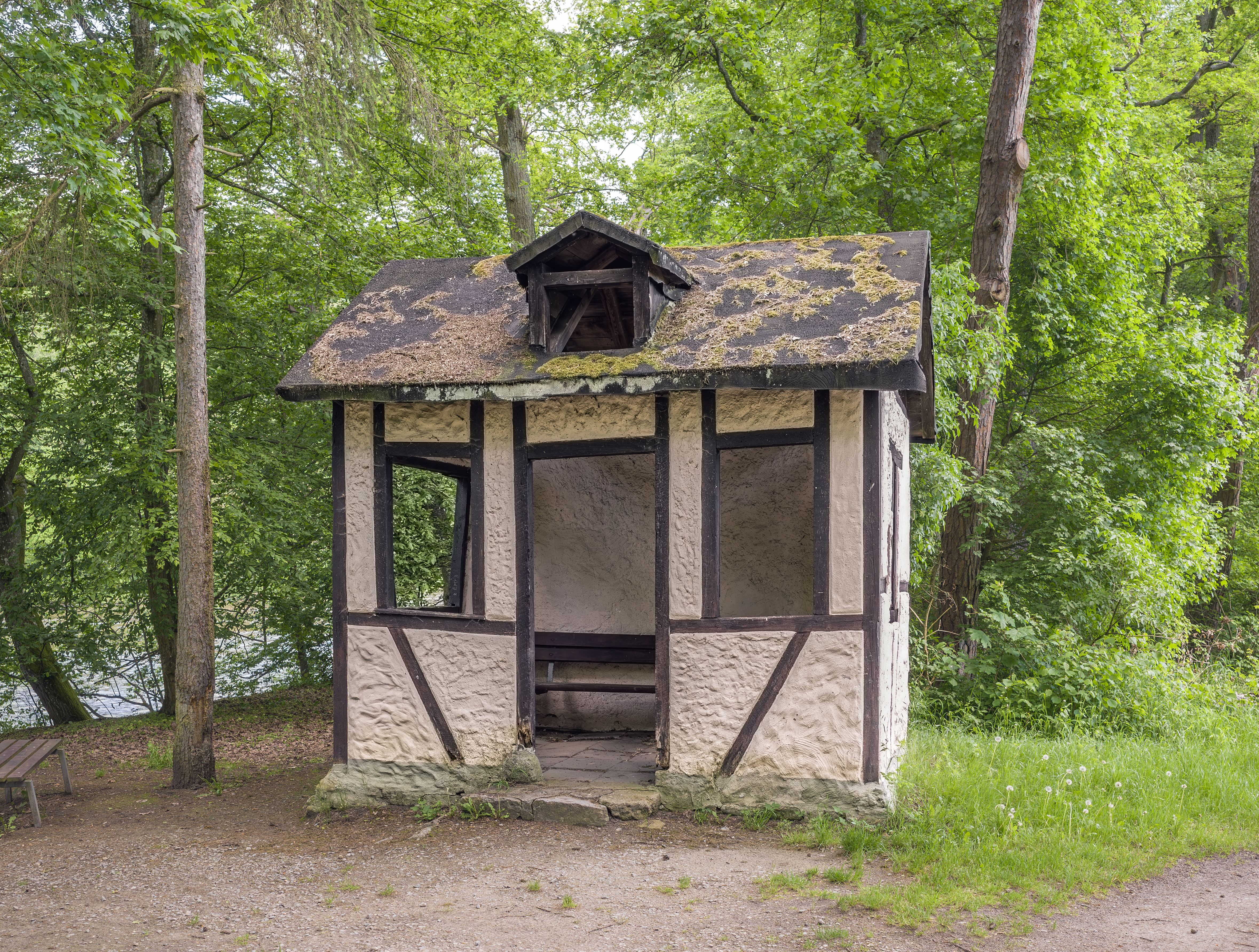
Schutzhütte
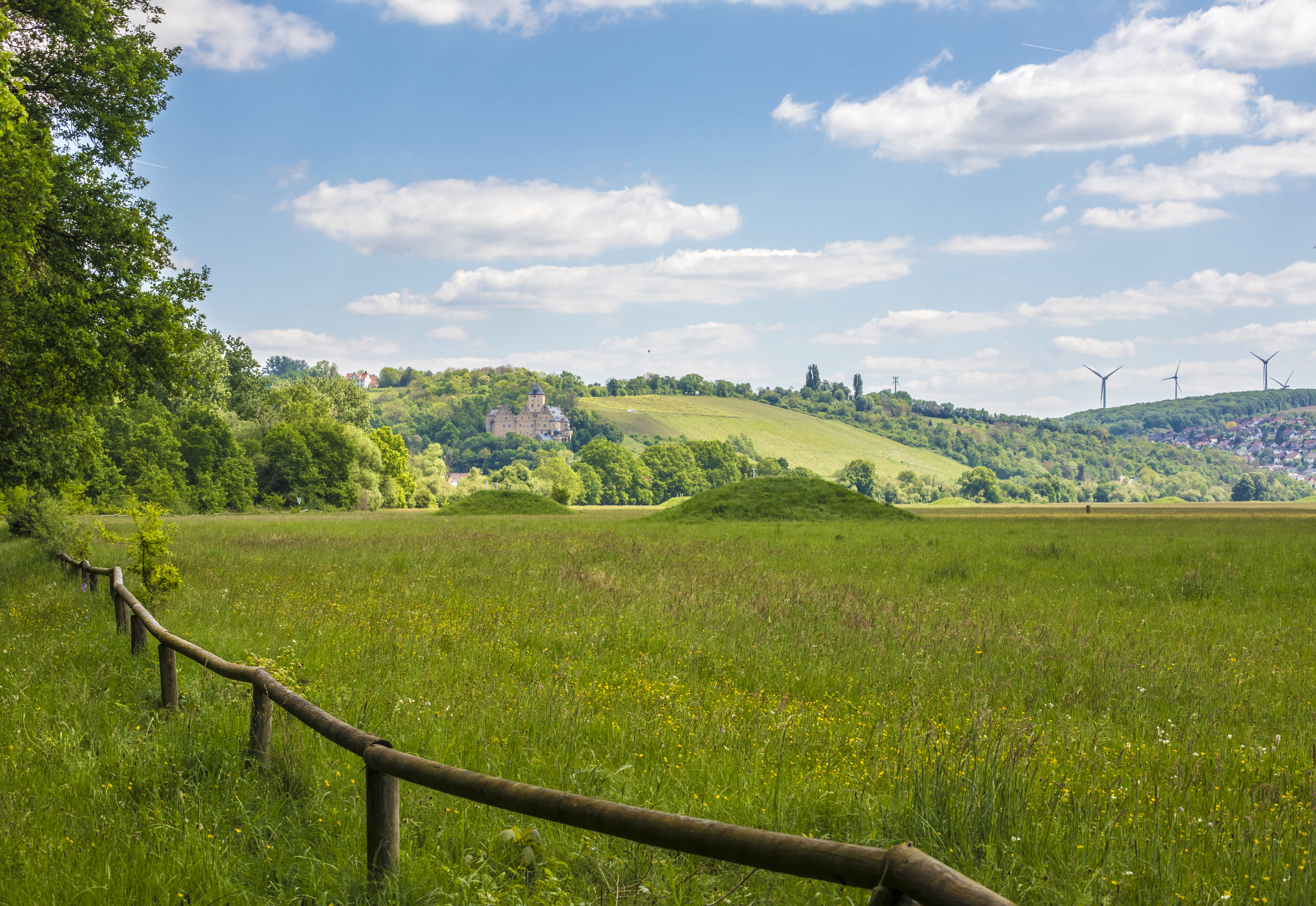
Blick über Johannesfleck und Hofwiesen zu Schloss Mainberg

### Fauna
Die Wehranlagen bilden aufgrund ihrer landschaftlichen Vielfalt mit Parkanlagen, Urwald, Wiesen und Gewässern einen Mikrokosmos, der Lebensraum für eine reiche Flora und Fauna bietet. Die Wehranlagen sind insbesondere für ihre vielfältige Vogelwelt bekannt. Es wurden bereits geführte Vogelstimmen-Wanderungen angeboten. Für Vogelkundler sind die Wehranlagen eine Adresse, da sich zudem an der gegenüberliegenden Mainseite das Naturkundliche Museum befindet, mit der Vogelsammlung der Gebrüder Schuler, vorwiegend mit Vertretern des europäischen Kontinents.

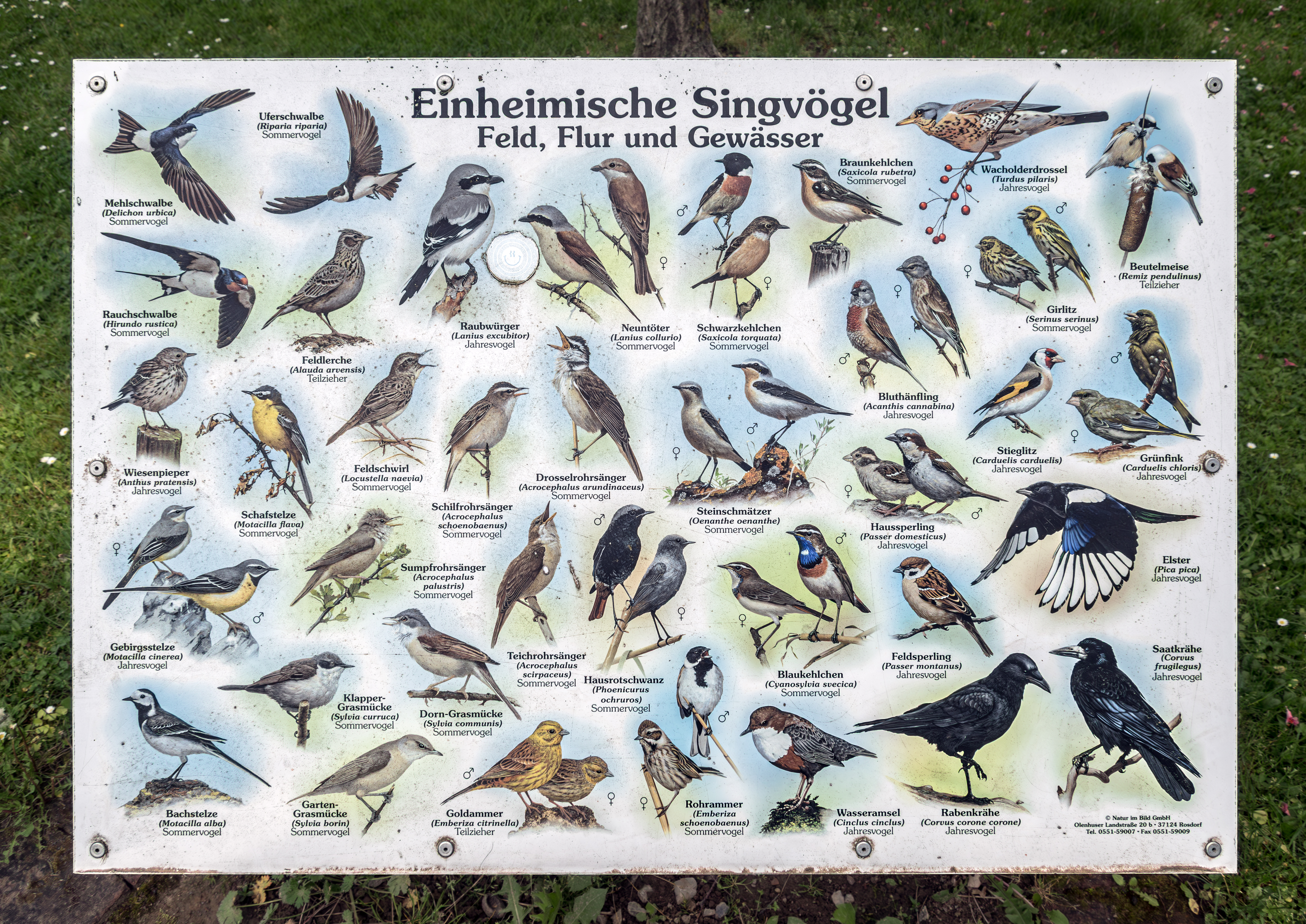
Tafel Einheimischer Singvögel
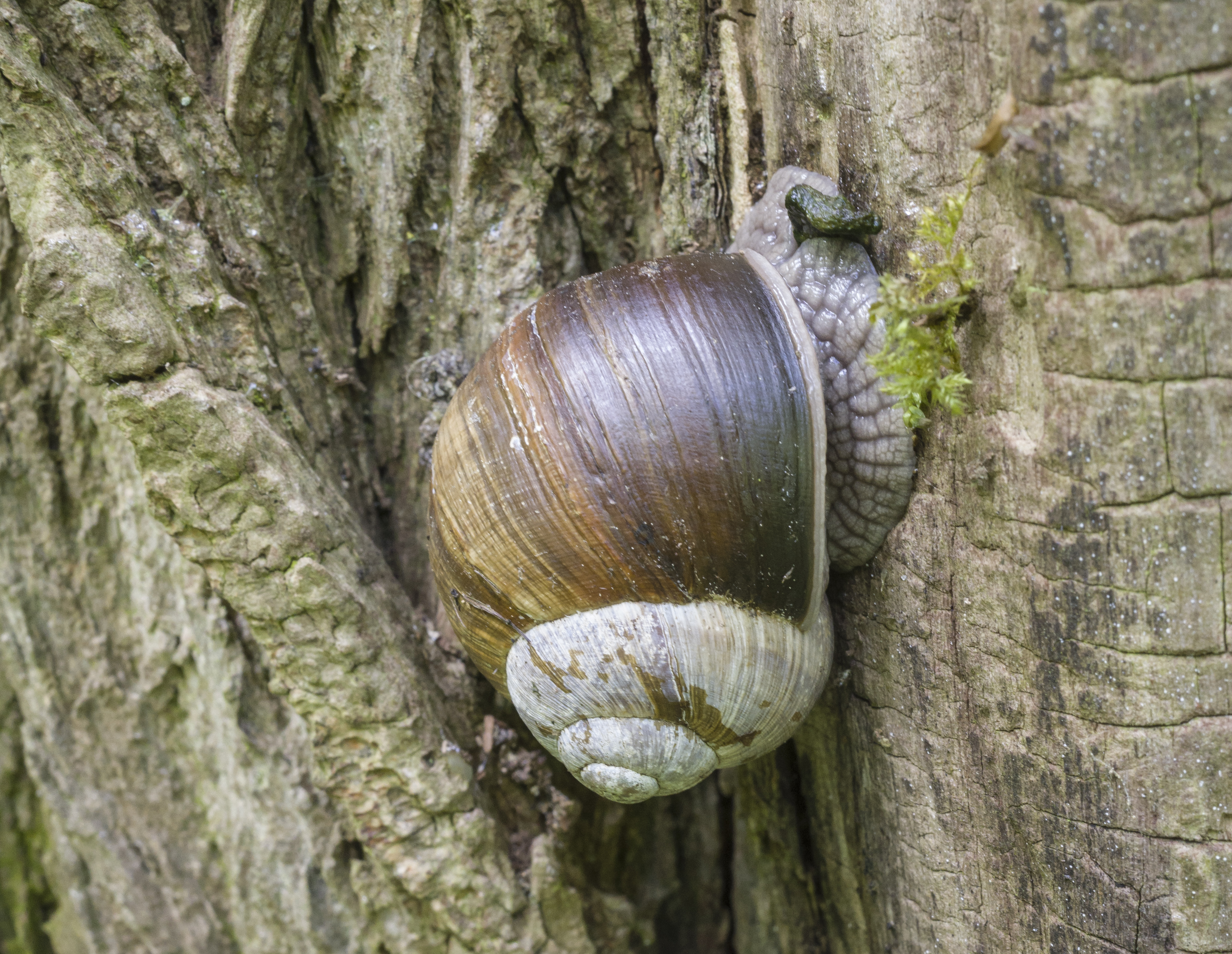
Weinbergschnecke
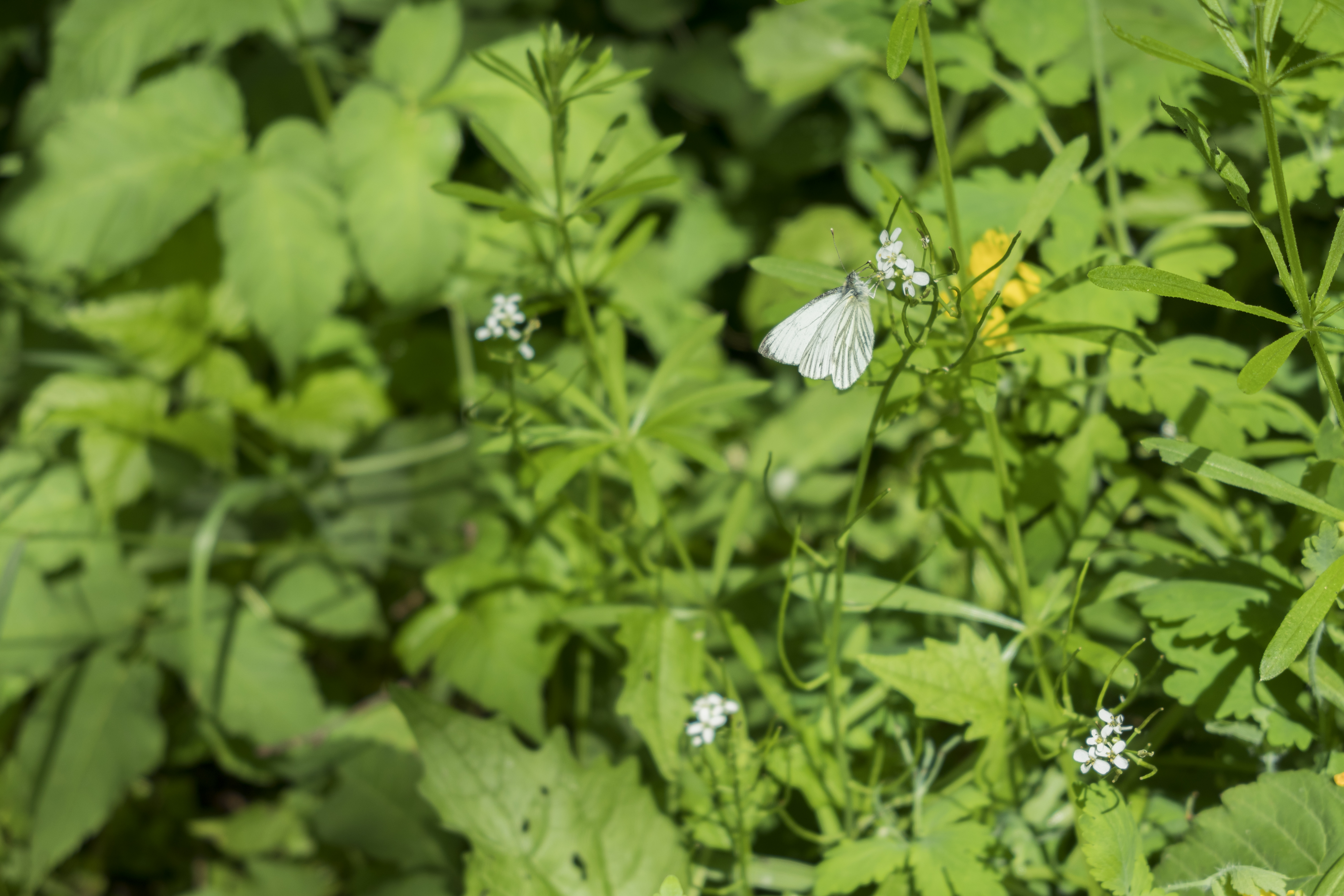
Weißling

## Trinkwasserbrunnen
Entlang des II. Wehrs zieht sich an seiner südöstlichen Seite, beiderseits der Stadtgrenze, ein 900 Meter langes Wasserschutzgebiet hin. Mit Brunnen für die Trinkwasserversorgung, unweit des Wasserwerks Schweinfurt, das an der Zufahrt zu den Wehranlagen liegt.
Siehe auch: Schweinfurt, Gewässer